# Werner Kamenik
Werner Kamenik (* 23. Januar 1910 in Elstertrebnitz; † 29. April 1993 in Berlin; eigentlich Gustav Werner Steinmetz) war ein deutscher Schauspieler und Synchronsprecher. Er war in der DDR in Film, Fernsehen, Funk und in der Synchronisation tätig.

## Leben
Nach einer Ausbildung zum Buchhändler an einer Handelsschule nahm Werner Kamenik privaten Schauspielunterricht. 1928 begann er seine Karriere als Ansager und Komiker in verschiedenen Revuen und Kabaretts. Von 1934 bis 1941 arbeitete er an verschiedenen Bühnen der damaligen Tschechoslowakei, danach in Meißen und Posen.
Nach 1945 wirkte er unter anderem an Theatern in Bautzen, Freiberg, Görlitz, Annaberg und Dresden. Ende der 1950er-Jahre kam er zum Staatlichen Komitee für Rundfunk in der DDR, um danach das Deutsche Ensemble des tschechischen staatlichen Theaters in Prag zu leiten. In der Spielzeit 1961/1962 war er Intendant des Theaters Rudolstadt und arbeitete danach freischaffend. Kamenik wirkte von 1958 bis 1991 als Schauspieler vor der Kamera in mehr als 60 Film-und-Fernsehproduktionen mit, darunter 1965 im Liebknecht-Film Solange Leben in mir ist. Besonders bekannt wurde er durch die Fernsehreihe Polizeiruf 110, wo er in 17 Folgen zu sehen war.
Kamenik nahm über mehrere Jahre hinweg auch Sprechrollen in den deutschsprachigen Fassungen ausländischer Produktionen an.
Sein älterer Bruder Herbert Steinmetz war ebenfalls als Schauspieler tätig.

## Künstlername
Kamenik ist das tschechische Wort für Steinmetz, seinem Geburtsnamen.

## Filmografie (Auswahl)
- 1959: Der kleine Kuno
- 1959: Weimarer Pitaval: Der Fall Harry Domela (Fernsehreihe)
- 1964: Das Lied vom Trompeter
- 1964: Als Martin vierzehn war
- 1965: Solange Leben in mir ist
- 1965: König Drosselbart
- 1965: Ohne Paß in fremden Betten
- 1966: Alfons Zitterbacke
- 1967: Blaulicht – Nachtstreife (TV-Reihe)
- 1968: Wir lassen uns scheiden
- 1968: Abschied
- 1970: Jeder stirbt für sich allein (Fernsehfilm, 3 Teile)
- 1971: KLK an PTX – Die Rote Kapelle
- 1972: Polizeiruf 110: Minuten zu spät (TV-Reihe)
- 1973: Stülpner-Legende (TV-Serie)
- 1973: Polizeiruf 110: Gesichter im Zwielicht (TV-Reihe)
- 1973: Polizeiruf 110: Vorbestraft (TV-Reihe)
- 1974: Polizeiruf 110: Konzert für einen Außenseiter (TV-Reihe)
- 1974/2011: Polizeiruf 110: Im Alter von … (TV-Reihe)
- 1977: Polizeiruf 110: Die Abrechnung (TV-Reihe)
- 1977: Der Staatsanwalt hat das Wort: Die Zechtour
- 1978: Polizeiruf 110: Holzwege (TV-Reihe)
- 1979: Einfach Blumen aufs Dach
- 1979: Herbstzeit (TV)
- 1980: Unser Mann ist König (TV-Serie)
- 1981: Polizeiruf 110: Der Teufel hat den Schnaps gemacht (TV-Reihe)
- 1981: Polizeiruf 110: Auftrag per Post (TV-Reihe)
- 1981: Polizeiruf 110: Der Schweigsame (TV-Reihe)
- 1982: Soviel Wind und keine Segel (Fernsehfilm)
- 1983: Polizeiruf 110: Es ist nicht immer Sonnenschein (TV-Reihe)
- 1984: Polizeiruf 110: Inklusive Risiko (TV-Reihe)
- 1985: Polizeiruf 110: Verlockung (TV-Reihe)
- 1985: Polizeiruf 110: Der zersprungene Spiegel (TV-Reihe)
- 1987: Maxe Baumann aus Berlin (TV)
- 1988: Polizeiruf 110: Der Mann im Baum (TV-Reihe)
- 1988: Polizeiruf 110: Der Kreuzworträtselfall (TV-Reihe)
- 1990: Polizeiruf 110: Das Duell (TV-Reihe)

## Hörspiele
- 1967: Leonid Leonow: Professor Skutarewski – Regie: Helmut Hellstorff (Hörspiel – Rundfunk der DDR)
- 1967: Hans Georg Herde: Kuddelmuddel in Pilzhausen (Sandpilz) – Regie: Detlef Kurzweg (Kinderhörspiel/Kurzhörspiel/Rätselsendung – Rundfunk der DDR)
- 1968: Hans Pfeiffer: Dort unten in Alabama – Regie: Wolfgang Brunecker (Hörspiel – Rundfunk der DDR)
- 1969: Dimitar Gulew: Unterwegs zum anderen Ufer (Malin) – Regie: Helmut Hellstorff (Hörspiel – Rundfunk der DDR)
- 1969: Armin Müller: Gesichter – Regie: Wolfgang Brunecker (Hörspiel – Rundfunk der DDR)
- 1969: Hans Siebe: Der Mitternachtslift – Regie: Fritz Göhler (Kriminalhörspiel – Rundfunk der DDR)
- 1969: Friedrich Schiller: Die Verschwörung des Fiesco zu Genua – Regie: Peter Groeger (Hörspiel – Rundfunk der DDR)
- 1969: Karl-Heinrich Bonn/Maria Bonn: Die Reise nach K. – Regie: Wolfgang Brunecker (Hörspiel – Rundfunk der DDR)
- 1970: Dieter Müller: Die Richter des Friedrich Ludwig Jahn – Regie: Theodor Popp (Kinderhörspiel – Rundfunk der DDR)
- 1970: Boris Jewsejew: Und auch der Dritte ist nicht überflüssig (Saburow) – Regie: Peter Groeger (Komödie – Rundfunk der DDR)
- 1970: Tschingis Aitmatow: Die Straße des Sämanns (Vorsitzender) – Regie: Werner Grunow (Hörspiel – Rundfunk der DDR)
- 1970: Klaus G. Zabel: Napoleon und die Zöllner (Briefträger) – Regie: Peter Groeger (Hörspiel – Rundfunk der DDR)
- 1970: Armand Lanoux: Der Hüter der Bienen – Regie: Fritz Göhler (Hörspiel – Rundfunk der DDR)
- 1971: Rudi Strahl: In Sachen Adam und Eva – Regie: Peter Groeger (Hörspiel – Rundfunk der DDR)
- 1972: Guy Foissy: Am Anfang der Reise – Regie: Peter Groeger (Hörspiel – Rundfunk der DDR)
- 1973: Alfred Matusche: Van Gogh (Briefträger) – Regie: Peter Groeger (Biographie – Rundfunk der DDR)
- 1973: Henryk Bardijewski: Porträt eines älteren Herrn mit Buch (Brucz) – Regie: Edward Placzek (Hörspiel – Rundfunk der DDR)
- 1974: Hans-Jürgen Bloch: Hundert Mark für eine Unterschrift (Alter) – Regie: Joachim Staritz (Hörspielreihe: Tatbestand, Nr. 4 – Rundfunk der DDR)
- 1974: Lia Pirskawetz: Vox Humana (Alter Mann) – Regie: Fritz Göhler (Hörspiel – Rundfunk der DDR)
- 1974: Alexander Wolkow: Der Zauberer der Smaragdenstadt (Torhüter) – Regie: Maritta Hübner (Kinderhörspiel – Rundfunk der DDR)
- 1975: Prosper Mérimée: Die Jacquerie (Moran) – Regie: Albrecht Surkau (Hörspiel – Rundfunk der DDR)
- 1975: Branko Hribar: Bum! Bum! Peng! Und aus! (Kaufmann) – Regie: Peter Groeger (Kinderhörspiel – Rundfunk der DDR)
- 1975: Linda Teßmer: Der Fall Tina Bergemann (Melzer) – Regie: Hannelore Solter (Hörspiel – Rundfunk der DDR)
- 1975: Jiří Kafka: Vom Wasser, das zu singen aufhörte (Wachhund) – Regie: Albrecht Surkau (Kinderhörspiel – Litera)
- 1976: Adolf Glaßbrenner: Antigone in Berlin (Chor)  – Regie: Werner Grunow (Hörspiel (Kunstkopf) – Rundfunk der DDR)
- 1976: Robert Soulat: Malembreuse oder Die übertriebene Höflichkeit (Dufayel) – Regie: Peter Groeger (Hörspiel – Rundfunk der DDR)
- 1976: Hans Skirecki: Hinter Wittenberge – Regie: Barbara Plensat (Hörspiel – Rundfunk der DDR)
- 1976: Rudolf Bartsch: Der geschenkte Mörder (Murschke) – Regie: Fritz-Ernst Fechner (Kriminalhörspiel – Rundfunk der DDR)
- 1977: Carlos Coutinho: Die letzte Woche vor dem Fest (Francisco) – Regie: Helmut Hellstorff (Hörspiel – Rundfunk der DDR)
- 1978: Karel Čapek: Taschenspiele (Herr Pudil) – Regie: Joachim Staritz (Hörspiel – Rundfunk der DDR)
- 1980: Lia Pirskawetz: Stille Post – Regie: Horst Liepach (Biografie – Rundfunk der DDR)
- 1980: Fritz Rudolf Fries: Der fliegende Mann – Regie: Horst Liepach (Biographie – Rundfunk der DDR)
- 1983: Hans Christian Andersen: Die Schneekönigin (Räuber) – Regie: Uwe Haacke  (Kinderhörspiel – Rundfunk der DDR)
- 1983: Heinz Drewniok: Unterm Birnbaum – Regie: Wolfgang Schonendorf (Hörspiel – Rundfunk der DDR)
- 1984: Ran Bossilek/Maria Georgiewa: Goltscho-Habenichts (Holzfäller) – Regie: Helmut Hellstorff (Kinderhörspiel – Rundfunk der DDR)
- 1985: Hans Siebe: Feuersteine (Lokführer) – Regie: Werner Grunow (Kriminalhörspiel – Rundfunk der DDR)
- 1986: Ulrich Waldner: Eine Wohnung unterderhand (Herr Bischof) – Regie: Detlef Kurzweg (Kurzhörspiel der Reihe: Waldstraße Nummer 7 – Rundfunk der DDR)
- 1986: Klaus Rohleder: Tautropfen und Kaninchen (Stein) – Regie: Flora Hoffmann (Kinderhörspiel – Rundfunk der DDR)
- 1986: Ilija Popovski: Wie Jovan ein Held wurde (Bauer, Bojar) – Regie: Ingeborg Medschinski (Kinderhörspiel – Rundfunk der DDR)